# Ghostemane
Eric Whitney (West Palm Beach, Flórida, 15 de abril de 1991), mais conhecido como Ghostemane, é um rapper, cantor, compositor, produtor musical e músico norte-americano. Thelemita (doutrina e religião fundada por Aleister Crowley). Eric cresceu no estado da Flórida, nos Estados Unidos, onde começou sua carreira musical tocando em bandas de Hardcore punk e Doom Metal. Ghostemane se mudou para Los Angeles, Califórnia pouco depois de começar sua carreira no trap onde começou a ganhar popularidade. Sua inusitada mistura entre trap e metal o fez ganhar muita popularidade no SoundCloud.
A fusão de rap e metal de Ghostemane lhe rendeu visibilidade no SoundCloud. Em 2020, Ghostemane lançou seu oitavo álbum de estúdio, ANTI-ICON, que foi muito aguardado na cena musical underground devido à sua influência de grupos industriais e nu metal.

## Infância
Eric Whitney nasceu em West Palm Beach, Flórida nos Estados Unidos em 15 de abril de 1991. Quando adolescente, se interessou por música, principalmente bandas de hardcore punk, doom metal, death metal e black metal, por conta disso, aprendeu cedo a tocar guitarra e já tocou em várias bandas locais. No ensino médio, Eric foi jogador de futebol por ordens de seu pai, que morreu quando ele tinha apenas 17 anos. Eric começou a se interessar por rap enquanto ainda era guitarrista de uma banda chamada Nemesis.
Whitney foi apresentado à música rap quando ele era o guitarrista da banda punk hardcore Nemesis e um colega de banda o apresentou ao Memphis Rap.

## Carreira musical
Antes de sua carreira musical, Whitney trabalhou em vários cargos de vendas B2B. Em 2015, Whitney mudou-se para Los Angeles, Califórnia, devido ao seu baixo sucesso musical no sul da Flórida. Ele também desistiu de seu emprego. Encontrando-se com o rapper JGRXXN, Whitney se juntou ao seu coletivo Schemaposse, que incluía artistas como Craig Xen e o já falecido Lil Peep.
Em abril de 2016, após apenas 1 ano com o grupo, Whitney deixou o Schemaposse. Ele posteriormente lançou seu álbum de produção própria "Blackmage" e seu primeiro videoclipe cinematográfico com seu single "John Dee". Whitney finalmente começou a se associar com o rapper Pouya da Flórida. Pouya lançou o vídeo de "1000 Rounds" com Ghostemane em abril de 2017. O vídeo rapidamente se tornou viral e em agosto de 2020, tinha mais de 24 milhões de visualizações.
Em 2018, Whitney teve maior sucesso quando o coletivo de arte TRASH GANG criou e lançou seu videoclipe de edição de desenho animado dos anos 1930 para sua música "Mercury: Retrograde". Desde então, o vídeo subiu para mais de 266 milhões de visualizações, superando qualquer outro artista existente em seu gênero.
Em 2018, ele lançou seu sétimo álbum de estúdio, N / O / I / S / E, no qual muitas das canções são influenciadas pelo industrial metal, nu metal, Metallica, Marilyn Manson e Nine Inch Nails. Em maio de 2020, ele revelou seu mais recente projeto, uma banda lo-fi de black metal chamada Baader-Meinhof, da qual ele é o único membro (creditado como Eric Ghoste).
Ghostemane graduou na universidade, onde estudou astronomia e astrofísica e conseguiu um emprego onde seria pago cerca de 65 mil dólares por ano. Em 2015, ele se mudou para Los Angeles, Califórnia já que sua música não estava fazendo sucesso na Flórida.[carece de fontes?] Em Los Angeles ele se juntou ao grupo "Schemaposse", mesmo grupo em que Lil Peep já participou. Em 2016, após conflitos internos, a Schemaposse se dissolveu deixando Whitney associado a nenhum grupo. Na mesma época, Ghostemane começou a se envolver com outros artistas famosos da cena underground do rap, como $uicideBoy$, Pouya e Bones. Sua mistura de rap com metal criou um novo subgênero do trap, conhecido como "trap metal".

## Arte
Liricamente, os temas de Ghostemane se concentram em ocultismo, depressão, niilismo e morte. Ele começou sua carreira como músico tocando guitarra em bandas de hardcore punk e bateria em bandas de doom metal. Ele afirmou que sua maior influência é a banda de black metal Bathory. Ele passou a maior parte de sua adolescência ouvindo bandas de metal extremo como Deicide, Death, Carcass e Mayhem. Em termos de música rap, Ghostemane é influenciado por grupos de rap como Outkast e Three 6 Mafia. Ele também citou o grupo de rap Bone Thugs-N-Harmony como uma das primeiras influências.

## Discografia
Como Ghostemane
Álbuns
- Oogabooga (2015)

- For The Aspiring Occultist (2015)

- Rituals (2016)

- Blackmage (2016)

- Plagues (2016)

- Hexada (2017)

- N/O/I/S/E (2018)

- ANTI-ICON (2020)

Colaborações
- Pallbearers || Tales from the Grave (com DJ Killa C) (2015)
- GRXXNGHOSTENAGROM (com JGRXXN x Nedarb Nagrom) (2015)
- Elemental (com Lil Peep x JGRXXN) (2016)

### Compilações
- Astral Kreepin (hits ressuscitados) (2015)
- Hiadica (2019)

### Mixtapes
- Revival (como Ill Biz ft. Shepherd) (2012)
- Versatile (como Ill Biz) (2012)
- 1991 (como Ill Biz) (2014)

### EP's
- Ghoste tales (2015)
- Dogma (2015)
- Kreep (2015)
- Dæmon (2016) (Com Nedarb Nagrom)
- Dæmon II (2016) (Com Nedarb Nagrom)
- Dæmon III (2017) (Com Nedarb Nagrom)
- Dahlia I (2018) (Com Getter)
- Fear Network (2019)
- Opium (2019)
- Human err0r (2019) (Com Parv0)
- Digital Demons (2019) (Com Nolife)

Como Ill Biz

#### Mixtapes
- Revival (como Ill Biz ft. Shepherd) (2012)
- versatyle (como Ill Biz) (2013)
- [Soh] [fahy] mixtape (como Ill Biz participação infinite SoFi) (2013)
- ILL BiZ "EP" (como Ill Biz participação infinite SoFi) (2013)
- 1991 (como Ill Biz) (2014)

Como GASM
Álbuns de estúdio
- Www (2018)

### Como SWEARR

#### Extended plays
- Technomancer (2019)

### Como Baader-Meinhof

#### Extended plays
- EP (2016)
- Evil Beneath a Veil of Justice (2019)
- Baader-Meinhof (2020)

### Com Nemesis

#### Extended plays
- From the Neighborhood (2012)

### Com Seven Serpents

#### Extended plays
- Seven Serpents (2015)